# Blasfémia
Blasfémia (português europeu) ou blasfêmia (português brasileiro) é a difamação do nome de um ou mais deuses. Isto pode incluir o uso de nomes sagrados em expressões vulgares ou imprecações, sem a intenção de rezar, ou falar de assuntos sagrados sem reverência. Às vezes blasfémia refere-se a qualquer insulto religioso.

Leis contra a blasfémia no mundo:
Nenhuma lei
Leis revogadas
Restrições locais
Multas e restrições
Prisão
Pena de morte

Num sentido mais amplo, blasfémia é a irreverência para algo considerado sagrado ou inviolável. Neste sentido o termo é usado por Sir Francis Bacon em Advancement of Learning, quando fala de "blasfémia contra aprender."
Muitas culturas desaprovam a fala ou a escrita que difama o deus ou deuses da sua religião, e em alguns países onde tal religião é predominante estas restrições podem ter força de lei.

## Etimologia
O termo deriva  do grego blasphemĭa «palavra de mau agoiro», pelo latim tardio blasphemía «palavra de mau agoiro».

## Leis de blasfémia
Em tempos mais recentes, no Ocidente, surgiu uma tendência para a revogação ou reforma das leis de blasfémia, e onde ainda existem estas leis só são invocadas raramente. Leis de blasfémia - hoje frequentemente alteradas para eliminar o carácter religioso - ainda existem em vários países:
- Áustria (Artigos 188, 189 do código penal)
- Finlândia (Secção 10 do capítulo 17 do código penal)
  - Tentou-se, sem sucesso, revogar a lei em 1914, 1917, 1965, 1970 e 1998.
- Alemanha (Artigo 166 do código penal, veja também o caso Manfred Van H.)
- Irã Blasphemy laws of the Islamic Republic of Iran
- Irlanda (Veja: Constituição da Irlanda)
- Países Baixos (Artigo 147 do código penal)
- Nova Zelândia (Secção 123 dos Crimes Ato 1961)
- Espanha (Artigo 525 do código penal)
- Suíça (Artigo 261 do código penal)
- Reino Unido
- Dinamarca (Parágrafo 140 do código penal). Foi proposta revisão em 2004, mas não obteve maioria. Foi discutida desde então, e especialmente depois da crise sobre as Caricaturas de Maomé.

### Estados Unidos
Nos Estados Unidos, a Primeira Emenda garante um direito relativamente ilimitado de liberdade de expressão, embora alguns estados ainda tenham leis de blasfémia. O Capítulo 272 do livro de Leis Gerais do estado de Massachusetts, por exemplo, diz:  
"Secção 36. Quem intencionalmente blasfema o Santo Nome de Deus negando, amaldiçoando ou desrespeitosamente reprovando a Deus, sua Criação, Governo ou Objetivos, ou amaldiçoando ou desrespeitosamente reprovando para Jesus Cristo ou o Espírito Santo, ou amaldiçoando ou desrespeitosamente repreendendo ou expondo seu desprezo e ridicularizando a Divina Palavra de Deus contida nas Escrituras Sagradas, será castigado com prisão em regime fechado de não mais de um ano ou com uma multa de não mais de trezentos dólares, admitindo-se o perdão para acusados de bom comportamento.
A história dos estatutos de blasfémia de Maryland sugere que até os anos 1930 a Primeira Emenda não era obstáculo à aprovação de tais leis nos estados. Uma codificação de estatutos de Maryland em 1879 proibiu blasfémia:   
"Arte. 72, segundo. 189. Se qualquer pessoa, escrevendo ou falando, blasfemar ou amaldiçoar a Deus, ou escrever ou proferir qualquer palavra que profane ou denigra a nosso Salvador, Jesus Cristo, ou à Trindade, ou quaisquer das pessoas desta, ele deve, se condenado, não ser multado em mais que cem dólares, ou preso por não mais que seis meses, ou multado e preso como supracitado, segundo o julgamento do tribunal".
De acordo com a marginalia este estatuto foi adotado em 1819, e existe uma lei semelhante anterior que remonta a 1723. Em 1904, o estatuto estava ainda nos livros, no   
Art. 27, seção 20, com texto inalterado. . Tão tarde quanto 1939, este estatuto ainda era a lei de Maryland.  Não é bem conhecido nos estatutos e notas quando o estatuto de blasfémia de Maryland foi invocado pela última vez.
A última pessoa a ser encarcerada nos Estados Unidos por blasfémia foi Abner Kneeland em 1838, como decidido pelo caso de Massachusetts Comunidade v. Kneeland. Porém, isto foi antes da ratificação da 14ª Emenda, incorporando a Carta de Direitos para que fosse aplicada aos estados e não somente ao governo federal.
A Suprema Corte dos EUA, em  Joseph Burstyn, Inc v. Wilson, 1952, decidiu que a lei estadual sobre a blasfêmia em Nova Iorque era uma restrição anterior, mas inconstitucional, à liberdade de expressão. O tribunal declarou que "não é o negócio de governo em nossa nação suprimir ataques reais ou imaginados a uma doutrina religiosa particular, seja se aparecem em publicações, falas ou filmes".

### Paquistão
Entre países de maioria muçulmana, o Paquistão tem as leis antiblasfêmia mais rígidas. Em 1982, o presidente Zia ul-Haq acrescentou a Seção 295B ao código penal paquistanês, castigando quem "denegrir o Alcorão Sagrado" com prisão perpétua. Em 1986, foi introduzida a Seção 295C, determinando pena de morte para "uso de observações derrogatórias em relação ao Santo Profeta."  
Em 1990 o Tribunal de Shari'ah Federal julgou que a penalidade deveria ser a pena de morte obrigatória, sem direito a prorrogação ou perdão. Isto é restritivo, mas o governo ainda deve emendar a lei formalmente, de modo que a provisão para prisão perpétua ainda existe formalmente, e é usada pelo governo como uma concessão para críticos da pena de morte. Em 2004, o parlamento paquistanês aprovou uma lei para reduzir o escopo das leis de blasfêmia. A emenda prescreve que os policiais terão que investigar as acusações de blasfémia para assegurar que têm fundamento, antes de apresentar acusações.  
Porém, a lei é usada contra adversários políticos ou inimigos pessoais, por fundamentalistas muçulmanos, contra os cristãos, hindus e sikhs, ou para vingança pessoal. Especialmente os muçulmanos ahmadi, são as maiores vítimas da lei de blasfêmia. Dizem ser também muçulmanos, mas sob a lei de blasfémia não lhes permitem usar vocabulário ou rituais islâmicos.  
A Comissão de Justiça e Paz dos Bispos Católicos do Paquistão lamentou, em julho de 2005, que desde 1988 cerca de 650 pessoas tinham sido acusadas falsamente e presas sob acusação de blasfêmia. Além disso, no mesmo período, tinham sido mortas cerca de 20 pessoas, acusadas da mesma ofensa. Em julho de 2005, 80 cristãos estavam na prisão por blasfêmia.  
Os cristãos do Paquistão acusaram o romance de Dan Brown, O Código Da Vinci, de blasfemo, com o apoio de muçulmanos. Em 3 de junho de 2006 o Paquistão proibiu o filme. O Ministro da Cultura do Paquistão Gulab Jamal declarou: "O Islã nos ensina a respeitar todos os profetas de Deus Todo-Poderoso, e a degradação de qualquer profeta é equivalente à difamação do resto".

### O Reino Unido
Na Inglaterra as leis de blasfêmia nunca foram revogadas. A última pessoa na Inglaterra a ser enviada para a prisão por blasfêmia foi John William Gott, em 9 de dezembro de 1921. Ele já tinha três acusações de blasfêmia quando foi processado por publicar dois folhetos que satirizavam a história bíblica da entrada triunfal de Jesus em Jerusalém (Mateus 21:2–7), comparando Jesus a um palhaço de circo. Foi condenado a nove meses de trabalhos forçados.
Em 1977, Denis Lemon, editor do Gay News, foi considerado culpado de calúnia blasfema por publicar o poema de James Kirkup intitulado O Amor que ousa falar seu Nome, que supostamente denegria Cristo e sua vida (Whitehouse v. Lemon). Lemon foi multado em 500 libras e sentenciado a nove meses de prisão, embora a sentença tenha sido suspensa.
Em 2002, um récita pública, muito divulgada, do poema O Amor que ousa falar seu Nome aconteceu nos degraus da igreja St Martin-in-the-Fields, em Trafalgar Square, e não conduziu a qualquer processo.
O último processo por blasfêmia na Escócia ocorreu em 1843.

## A blasfêmia no Cristianismo
No terceiro livro do Antigo Testamento, Levítico, está escrito que «Aquele que blasfemar o nome de Yahweh certamente será morto.» (Levítico 24:16).
No Novo Testamento também há condenações à blasfêmia, como em Lucas, onde se lê que blasfemar contra o Espírito Santo é um pecado imperdoável, o que é repetido em Marcos 3 (Marcos 3:29).

## A blasfêmia no Islã
A blasfêmia no Islã constitui falar mal de Maomé, de qualquer outro profeta mencionado no Corão, ou de qualquer profeta bíblico. O Corão também diz que é blasfêmia dizer que Jesus Cristo, (o filho de Maria), é o filho de Deus (5.017). Falar mal de Deus também é blasfêmia. No Islã, a blasfêmia é considerada um pecado. No Corão, diz Alá que "Ele perdoa todos os pecados, exceto descrer em Deus (blasfêmia)". No Islã, se uma pessoa morre enquanto em blasfêmia, não entrará no céu.
A blasfêmia é considerada uma ofensa muito séria e pode ser castigável com a morte se a culpa for provada. O britânico Salman Rushdie, autor do romance Os Versos Satânicos, foi instado por muitos muçulmanos para que removesse as blasfêmias contra o Islã, e no Irã o Aiatolá Khomeini emitiu uma fatwa em 1989, pedindo a morte de Rushdie. Mais recentemente, as caricaturas de Maomé publicadas no Jyllands-Posten foram criticadas como sendo blasfemas. O governo egípcio, sob pressão do parlamento, proibiu o filme O Código Da Vinci e confiscou o romance homônimo por conter blasfêmia.